# То Хоай
То Хоай (вьет. Tô Hoài, настоящее имя Нгуен Шен, (вьет. Nguyễn Sen); 27 сентября 1920, провинция Хадонг, Французский Индокитай — 6 июля 2014, Ханой) — вьетнамский писатель и сценарист.

## Биография
Первые литературные произведения публиковались в газетах в 1930-е гг. В 1940-е гг. опубликовал детскую книжку «Приключения кузнечика Мена». Участвовал в Первой Индокитайской войне 1946—1954 гг.
Другим известным произведением То Хоая является рассказ «Супруги А-Фу» из сборника «Рассказы о северо-западном крае» (1953 г.), посвященный теме становления новой жизни у национальных меньшинств в северо-западных провинциях Вьетнама. В 1954 его «Повесть о Северо-Западном Вьетнаме» была отмечена литературной премией. С 1957 г. — генеральный секретарь Союза вьетнамских писателей, в 1958—1980 гг. — заместитель секретаря Союза вьетнамских писателей. В дальнейшем выпустил несколько романов («Десять лет», «Юность Хоанг Ван Тху»), рассказы, детские произведения, патриотические комиксы (с иллюстрациями Чан Тхи Ми).
В 1996 году удостоен Государственной премии имени Хо Ши Мина в области литературы.

## Фильмография

### Сценарист

#### Художественные фильмы
- 1961 — «Супруги А-Фу»

#### Мультфильмы
- 1970 — «Легенда о Зёнге (мультфильм)»[3][4]

## Публикации на русском языке
- То Хоай. Приключения кузнечика Мена. — М: Молодая гвардия, 1959.[5]
- То Хоай. Три сказки. — М: Молодая гвардия, 1963.
- То Хоай. Западный край. — М: Детская литература, 1973.
- То Хоай. Западный край. Рассказы. Сказки. (Серия: Мастера современной прозы) — М: Прогресс, 1976.
- То Хоай. Избранное. (Серия: Библиотека вьетнамской литературы) — М: Художественная литература, 1980.
- То Хоай. Ким Донг, Озорник Лиу, Завтра - Новый год. М: Детская литература 1983

## Награды
- 1996 — Государственная премия имени Хо Ши Мина в области литературы.